# Округ Турка
О́круг Ту́рка (нем. Bezirk Turka, Турча́нский уе́зд, пол. Powiat turczański) — административная единица коронной земли Королевства Галиции и Лодомерии в составе Австро-Венгрии, существовавшая в 1867—1918 годах. Административный центр — Турка.
Плоoадь округа в 1879 году составляла 14,3175 квадратных миль (823,83 км2), а население 53 193 человек. Округ насчитывал 73 поселения, организованные в 70 кадастровых муниципалитетов. На территории округа действовало 2 районных суда — в Турке и Борыне.
После Первой мировой войны округ вместе со всей Галицией отошёл к Польше.